# Opsonina

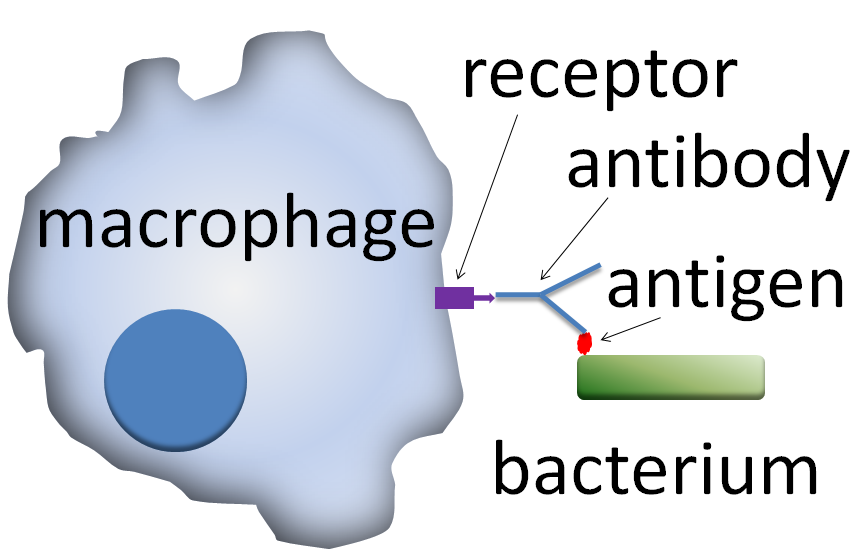
Accció de les opsonines: una cèl·lula fagocítica reconeix l'opsonina en la superfície d'un antigen

Una opsonina (del grec opsōneîn, 'preparar per a menjar') és qualsevol molècula que millora la fagocitosi marcant amb una antigen per a una resposta immunitària. Tanmateix, aquest terme normalment es fa servir en referència a molècules que actuen com a potenciadors de la unió per al procés de la fagocitosi, especialment anticossos, que recobreixen les molècules carregades negativament sobre la membrana. Les molècules que activen el sistema del complement es consideren opsonines. Les cèl·lules fagocítiques no tenen un receptor Fc per a la immunoglobulina M (IgM), fent inefectiu el IgM per ajudar la fagocitosi. Tanmateix, el IgM és extremadament eficient per activar el complement i per tant, és considerat una opsonina. Les opsonines també poden fer referència a les molècules que es dirigeixen a una cèl·lula per a la destrucció a través de l'acció de les cèl·lules NK (de l'anglès natural killer).
Opson en l'antiga Grècia es referia a un plat de menjar deliciós en contra del sitos, o menjar corrent. L'opsonització és doncs, el mecanisme molecular pel qual els microbis són modificats químicament per ser més «deliciosos» per a la fagocitosi inflamatòria.

## Exemples
Exemples de molècules opsonines són els anticossos IgG i IgM, les proteïnes complementàries C3b, C4b, i iC3b, i les proteïnes que circulen com ara la lectina que enllaça la manonsa o la proteïna C-reactiva.